# Elezioni presidenziali in Gabon del 2025
Le elezioni presidenziali in Gabon del 2025 si sono tenute il 12 aprile per il rinnovo della Presidenza del paese.
Si è trattato delle prime elezioni dall’approvazione popolare, nel novembre dell’anno precedente, del progetto di nuova Costituzione, che ha così avviato il processo di transizione da un governo militare provvisorio, sorto dopo il colpo di Stato del 2023, ad uno civile.
Esse hanno visto la vittoria, con il 94,85% dei voti già al primo turno, del Presidente di transizione uscente Brice Clotaire Oligui Nguema, che ha cosi potuto essere eletto per un regolare mandato costituzionale alla Presidenza.

## Sistema elettorale
Per le elezioni presidenziali, la legge elettorale gabonese (definita in parte anche dalla Costituzione, Art. 42) prevede l’applicazione di un sistema maggioritario a doppio turno: per essere eletti, infatti, è necessaria la maggioranza assoluta delle preferenze (50%+1). Tuttavia, qualora ciò non avvenga, si attua un secondo turno di votazione tra i primi due candidati entro due settimane dal precedente.
Per presentarsi ufficialmente come candidato, infine, la legge fondamentale (Art. 43) richiede anche che, oltre ad essere cittadini (o figli di almeno un cittadino, o sposati con cittadini figli di almeno un cittadino) si rispettino vari requisiti, ossia: avere minimo 35 anni e massimo 70 anni di età, aver risieduto nel paese da almeno 3 anni, godere di un buon stato di salute e dei diritti civili e politici, nonché saper parlare una lingua nazionale.

## Risultati
| Brice Clotaire Oligui Nguema      | Indipendente (Raggruppamento dei Costruttori)        | 588 074 | 94,85 |  |  |  |  |  |
| Alain Claude Bilie By Nze         | Indipendente (Insieme per il Gabon)                  | 19 265  | 3,11  |  |  |  |  |  |
| Joseph Lapensée Essigone          | Indipendente                                         | 3 744   | 0,60  |  |  |  |  |  |
| Gninga Chaning Zenaba             | Indipendente                                         | 2 419   | 0,39  |  |  |  |  |  |
| Alain Simplice Gombré Boungoueres | Indipendente (Partito Patriottico Gabonese)          | 2 299   | 0,37  |  |  |  |  |  |
| Stéphane Germain-Iloko Boussengui | Indipendente (Raggruppamento Largo “Arco nel Cielo”) | 2 214   | 0,36  |  |  |  |  |  |
| Axel Stophène Ibinga Ibinga       | Indipendente                                         | 1 384   | 0,22  |  |  |  |  |  |
| Thierry Yvon Michel N’Goma        | Indipendente                                         | 601     | 0,10  |  |  |  |  |  |
| Totale                            | Totale                                               | 620 000 | 100   |  |  |  |  |  |
|                                   |                                                      |         |       |  |  |  |  |  |
| Voti non validi                   | Voti non validi                                      | 22 632  | 3,52  |  |  |  |  |  |
| Votanti                           | Votanti                                              | 642 632 | 70,11 |  |  |  |  |  |
| Elettori                          | Elettori                                             | 916 625 |       |  |  |  |  |  |